# 宜野湾ベイサイド情報センター
宜野湾ベイサイド情報センター（ぎのわんベイサイドじょうほうセンター）は、沖縄県宜野湾市宇地泊にある複合施設。愛称は「G-wave」。
IT産業の支援・育成・誘致、身障者の雇用促進と自立の支援、観光情報の発信を目的としている。

## 概要
沖縄県が情報通信関連企業の立地促進のため、インキュベート（起業家支援）施設建設を計画している自治体を補助する「IT共同利用型インキュベート施設整備事業」の対象を那覇市、沖縄市、宜野湾市の三市と決定。これに対し、宜野湾市が、産学官の研究施設やオフィスビルなどを備えた6階建て（実際には5階建てとなった）の施設を建設することを計画。当時の仮称は「宜野湾市情報センター」であった。
その後、総事業費11億1055万3000円（その内、6億8695万8000円が国庫補助）をかけて建設、2003年5月2日に落成した。
1階には多数のパソコンが設置され市民が利用できるようになっており、身障者勤労支援（協力：NPO法人ゆいまーる）としてパソコンによる作業環境が提供されている。
2階には企業および市民が利用できる作業ルーム。3階から5階にはコンピュータ関連の企業がテナントとして入居している。
愛称の「G-wave」は、当施設のある宜野湾(Ginowan)と、波(wave)を起こし地域を問わず各地へ情報を届け、又各地からの情報の波(wave)に共鳴していく、広い世界と相互に連動しているイメージから付けられた。

## 沿革
- 2001年1月30日 - 建設が決定。
- 2003年5月2日 - 落成式を実施。